# Mykola Kučmij
Mykola Serhijovyč Kučmij (in ucraino Микола Сергійович Кучмій?; 28 febbraio 1992) è un lottatore ucraino, specializzato nella lotta libera e lotta greco-romana.

## Biografia
Gareggia per il CSKA Kiev e compete principalmente nella lotta greco-romana. È allenato da Artur Dzhigazov dal 2012.
Ai campionati mondiali militari di Teheran 2013 ha ottenuto il bronzo nella lotta libera e il sesto posto nella greco-romana, in entrambi i casi nei 120 chilogrammi.
Ai Giochi europei di Minsk 2019 ha gareggiato nella lotta greco-romana categoria fino a 130 chilogrammi, dove ha ottenuto la medaglia di bronzo dopo che il bielorusso Kiryl Hryshchanka, vincitore del torneo e che lo aveva sconfitto ai quarti di finale, è stato squalificato per doping. Ai ripescaggi aveva sconfitto il polacco Rafał Płowiec e perso la finale per il bronzo contro il russo Sergej Semënov.
Ha vinto la medaglia di bronzo agli europei di Roma 2020 nel torneo della lotta greco-romana fino a 130 chilogrammi.

## Palmarès
- Europei

Roma 2020: bronzo nella lotta greco-romana fino a 130 kg.
- Giochi europei

Minsk 2019: bronzo nella lotta greco-romana fino a 130 kg.
- Campionati mondiali militari

Teheran 2013: bronzo nella lotta libera fino a 120 kg.